# 多米尼克奥林匹克委员会
多米尼克奥林匹克委员会（英語：Dominica Olympic Committee，IOC编码：DMA）是代表多米尼克的国家奥林匹克委员会。多米尼克奥林匹克委员会成立于1987年，并于1993年获得国际奥林匹克委员会的认可。该组织也是泛美体育组织的成员。

## 外部连结
- 官方网站 （英文）